# 国際連合安全保障理事会決議2375
国際連合安全保障理事会決議2375（こくさいれんごうあんぜんほしょうりじかいけつぎ2375、英: United Nations Security Council Resolution 2375）は、2017年9月11日に国際連合安全保障理事会で採択された朝鮮民主主義人民共和国（北朝鮮）に関する決議。略称はUNSCR2375。

## 概要
国際連合安全保障理事会決議2375は、2017年9月3日（現地時間）の北朝鮮による6回目の核実験に対する決議で、過去5回の核実験の際に採択された決議1718、決議1874、決議2094、決議2270、決議2321、弾道ミサイル発射に際して採択された決議2356、決議2371に引き続き、国連憲章第7章に基づく制裁行動として具体的に経済制裁に関する行動を定める第41条が言及された。

## 主な内容
- 禁輸対象品目の追加指定
  - 制裁委員会に対して禁制品の追加指定を指示[1]。
- 運輸に関する制裁
  - 決議違反に関連すると信じる合理的根拠がある場合、各国が旗国の同意の下、公海上で船舶の検査を実施することを要請[2]。
    - 旗国が船舶の検査に同意しない場合、旗国が同意しても船舶が従わない場合は、制裁委員会が資産凍結対象とすることを検討し、指定した場合は旗国に船籍剥奪を指示[3]。
    - 船舶検査の同意を旗国から得られなかった場合に、制裁委員会に通報することを各国に要請[4]。
    - 制裁委員会に対して、検査に同意しなかった国及び当該船舶の情報を定期的に公表するよう要請[4]。
    - 主権免除を享受する船舶（軍艦や公船）は対象外[5]。

  - 北朝鮮船籍の船舶に対して、禁制品に指定された積み荷を船舶間で受け渡すこと（いわゆる瀬取り[6]）を禁止[7]。
- 資源等の禁輸措置
  - 北朝鮮への輸出規制
    - コンデンセート、液化天然ガスの全面禁輸[8]。
    - 石油精製品の輸出総量を年間上限200万バレルに制限[9]。
    - 原油の年間輸出量をその国が決議採択の日から12か月以内に北朝鮮へ輸出した量を上限に制限[10]。

  - 北朝鮮からの輸入規制
    - 繊維製品の全面禁輸。
    - 北朝鮮労働者の受入停止[注釈 1][11]
- 企業活動の制限
  - 制裁委員会が承認する場合を除き、北朝鮮との合弁企業、共同事業体の運営禁止[12]。
    - 承認を受けない、承認拒否された既存の合弁企業、共同事業体は決議採択または承認拒否から120日以内に閉鎖[12]。
    - 既存の中国・北朝鮮間の水力発電インフラ事業およびロシア・北朝鮮間の羅津・ハサン港および鉄道事業は除外[12]。

## 成立の経緯
- 2017年9月3日 - 北朝鮮が6回目の核実験を実施。[13]
- 2017年9月11日 - 国連安保理で制裁を追加・強化する決議が全会一致で採択される。